# كاترين روبرتسون
كاترين روبرتسون (بالإنجليزية: Catherine Robertson)‏ هي كاتِبة نيوزيلندية، ولدت في 1966 في ويلينغتون في نيوزيلندا.

## وصلات خارجية
- الموقع الرسمي